# 法曲
法曲又名，因用于佛教法会而得名，隋朝以後称为法曲。
法曲之名始见于东晋《法显传》，源于晋代法樂。隋朝以後宫廷燕樂中均以法曲為主。唐代法曲大盛，陳暘《樂書》記載：“法曲興于唐，其聲始出清商部，比正律差四律，有鐃、鈸、鐘、磬之音，⟨獻仙音⟩其一也。”唐代著名的《霓裳羽衣曲》就是《大曲》中的法曲，其他可考的法曲還有《王昭君》、《思归乐东》、《倾杯乐》、《破阵乐》、《圣明乐》、《五更转》、《火凤》、《春莺啭》、《雨霖铃》、《荔枝香》等二十多種。宋代以後法曲與法乐成為相同的名詞，但本質上仍有不同之處。